# Kirchenberg (Spiegelau)
Kirchenberg ist ein Gemeindeteil der Gemeinde Spiegelau im niederbayerischen Landkreis Freyung-Grafenau. 

## Geographie
Der Weiler liegt zwei Kilometer südlich von Spiegelau zwischen Langdorf und Oberkreuzberg.